# Марселі Ненцький
Вільгельм Марселі Ненцький (15 січня 1847, Бочки, повіт Здунська-Воля  — 14 жовтня 1901, Санкт-Петербург) — польський хімік і лікар.

## Діяльність
Основний науковий інтерес Ненкі зосередився на синтезі сечовини, хімії пуринів та біологічному окисленні ароматичних сполук . Його також цікавила структура білків, ферментативні процеси в кишечнику та біохімія бактерій. Одним з його досягнень було визначення, що сечовина утворюється в організмі з амінокислот і що вона супроводжується зв'язуванням вуглекислого газу.
Він дослідив, що синтез жирних кислот протікає шляхом поступової конденсації з двовуглецю — атом фрагментів і що окислення жирних кислот відбувається шляхом поділу на дві-вуглецеві одиниці.
У 1877 р. Під час роботи в Бернському університеті Марселі Ненцький відкрив роданін в результаті реакції між роданідом амонію (у сучасній хімії тіоціанатом амонію) та хлороцтовою кислотою у воді.

## Досягнення
Серед найбільших досягнень Ненкі — його дослідження хімічної структури гемоглобіну. Він виділив гемопірол серед продуктів розпаду гемоглобіну та продемонстрував його ідентичність з одним із продуктів, отриманих Леоном Мархлевським із хлорофілу. Спільно установили хімічну спорідненість гемоглобіну і хлорофілу.
Ненцький був першим, хто проаналізував причину запаху в сечі після вживання спаржі, яку він відніс до метантіолу.